# Saga (literatura)

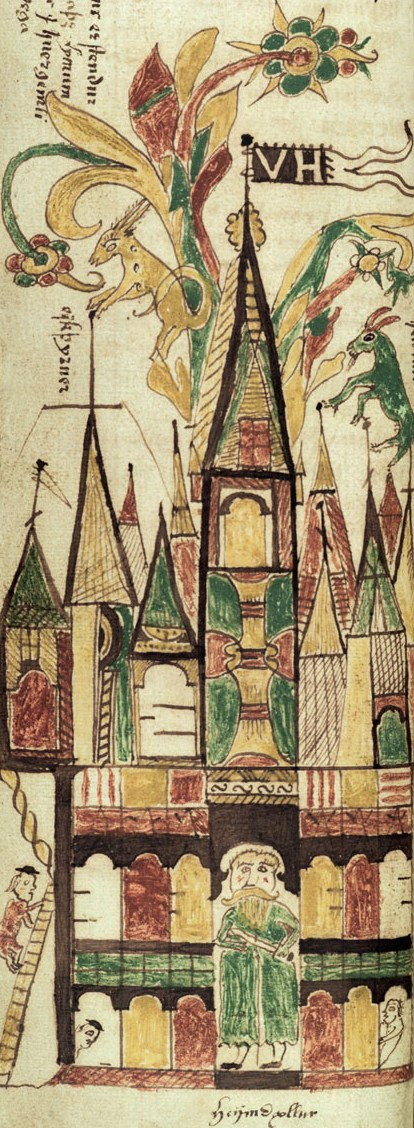
Scena z islandzkiego manuskryptu z XVII wieku

Saga (isl. sögur) – staroskandynawskie dzieło epickie o legendarnych lub historycznych bohaterach i wybitnych rodach – wyprawach wikingów, migracji na Islandię.

## Geneza i tematyka
Pierwotnie przekazywane ustnie, były w wiekach XIII–XIV spisywane na Islandii w języku staronordyjskim (wyjątkiem jest datowana na XII wiek Saga o Gotlandczykach, spisana w języku starogotlandzkim). Dzieli się je zwykle – na podstawie tematyki – na pięć grup:
- sagi królewskie, poświęcone władcom norweskim i duńskim, sprawującym rządy w IX–XII wieku (na przykład Heimskringla);
- sagi islandzkie, dotyczące okresu pierwszego osadnictwa i kształtowania się zrębów państwowości islandzkiej, to jest latom 900–1030; są to w większości dzieła anonimowe, powstałe w XII–XIII wieku i zawierające dzieje wielkich rodów islandzkich (niektóre z nich: Saga o Egilu, Saga o Njalu, Saga o Gislim);
- sagi bohaterskie, zainspirowane mitologią germańską (np. Saga o Völsungach);
- tak zwane sagi współczesne – powstały w XII i XIII wieku, ale koncentrowały się wokół postaci wodzów i biskupów współczesnych autorom, z których nie wszyscy byli anonimowi;
- sagi rycerskie, na które składają się głównie przekłady i przeróbki obcych romansów (m.in. o Tristanie i Izoldzie, Aleksandrze Wielkim, Karolu Wielkim, królu Arturze).

Z początkiem XIV wieku twórcy sag zaczęli porzucać stopniowo oryginalne motywy islandzkie na rzecz wzorów obcych, głównie romańskich i celtyckich, a do gatunku coraz bardziej przenikały wątki fantastyczne.

## Nowożytność
Przez bardzo długi okres sagi nie były znane w innych literaturach europejskich, dopiero w II połowie XIX wieku zostały spopularyzowane w Europie dzięki angielskim tłumaczeniom i parafrazom autorstwa Williama Morrisa, stając się przedmiotem zainteresowania, a także inspiracji – np. Henry Wadsworth Longfellow, pisząc swój poemat Saga of King Olaf (Saga o królu Olafie), czerpał ze zbioru staroislandzkich sag Heimskringla.
Na język polski klasyczne staroislandzkie sagi tłumaczyła m.in. Apolonia Załuska-Strömberg. Sagi opracowywał również Artur Górski (Saga o Gislim wyjętym spod prawa i inne sagi islandzkie, 1931)
Przykładowe sagi: Saga o Njalu, Saga o Gunnlaugu Wężowym Języku, Saga o Fridthiofie Śmiałym, Saga rodu z Laxdalu, Saga o Egilu.

## Współcześnie
Obecnie sagą nazywane są również utwory epickie opisujące losy rodziny lub pojedynczego bohatera.
Przykładem jest wydany w latach 1906–1921 cykl powieści Saga rodu Forsyte’ów autorstwa Johna Galsworthy’ego, jak również seriale na podstawie tej powieści.
Władysław Jan Grabski napisał powieść historyczną Saga o jarlu Broniszu wydaną w 1946 roku.
Sagą o wiedźminie nazwał cykl książek o wiedźminie Geralcie wydawca tegoż cyklu. Sam autor – Andrzej Sapkowski – zamierzał nadać mu tytuł Krew elfów.
Wydawnictwo Pol-Nordica wydało kilka razy Sagę o Ludziach Lodu, Sagę o Czarnoksiężniku czy Sagę o Królestwie Światła autorstwa norweskiej pisarki Margit Sandemo.